# Ауль
Ауль (нем. Aull) — община в Германии, в земле Рейнланд-Пфальц.
Входит в состав района Рейн-Лан. Подчиняется управлению Диц. Население составляет 434 человек (на 31 декабря 2010 года). Занимает площадь 2,17 км².